# Gmina związkowa Betzdorf-Gebhardshain
Gmina związkowa Betzdorf-Gebhardshain (niem. Verbandsgemeinde Betzdorf-Gebhardshain) – gmina związkowa w Niemczech, w kraju związkowym Nadrenia-Palatynat, w powiecie Altenkirchen. Siedziba gminy związkowej znajduje się w mieście Betzdorf. Powstała 1 stycznia 2017 z połączenia dwóch gmin związkowych: Betzdorf oraz Gebhardshain.

## Podział administracyjny
Gmina związkowa zrzesza 17 gmin, w tym jedną gminę miejską (Stadt) oraz 16 gmin wiejskich (Gemeinde):
1. Alsdorf
2. Betzdorf
3. Dickendorf
4. Elben
5. Elkenroth
6. Fensdorf
7. Gebhardshain
8. Grünebach
9. Kausen
10. Malberg
11. Molzhain
12. Nauroth
13. Rosenheim
14. Scheuerfeld
15. Steinebach/Sieg
16. Steineroth
17. Wallmenroth